# 2016 في لبنان
فيما يلي قوائم الأحداث التي وقعت خلال عام 2016 في لبنان.

## سياسة

### تعيين في المنصب
- 18 ديسمبر – سعد الدين الحريري رئيس وزراء لبنان.

### انتهاء فترة المنصب
- 18 ديسمبر – تمام سلام رئيس وزراء لبنان.

## كتب
من الكتب التي صدرت هذه السنة في لبنان:
- 1 يناير – أولاد الغيتو - اسمي آدم من تأليف إلياس خوري.

## وفيات

### يناير
- 4 يناير – فؤاد بطرس (مواليد 1917) سياسي لبناني.
- 15 يناير – أنيسة روضة نجار (مواليد 1913) ناشطة نسوية لبنانية.

### مايو
- 13 مايو – مصطفى بدر الدين (مواليد 1961)
- 15 مايو – محمد محمود المجذوب (مواليد 1932) أُستاذ جامعي وفقيه قانوني وأكاديمي لُبناني.

### أغسطس
- 8 أغسطس – سمير يزبك (مواليد 1939) مغني لبناني.
- 29 أغسطس – فردوس المأمون (مواليد 1930) صحفية وناشطة لبنانية..

### أكتوبر
- 28 أكتوبر – ملحم بركات (مواليد 1945) موسيقار ومغني لبناني.

### ديسمبر
- 5 ديسمبر – منى مرعشلي (مواليد 1958) مغنية لبنانية.